# NGC 5852
NGC 5852 (również PGC 53974) – galaktyka spiralna (S), znajdująca się w gwiazdozbiorze Wolarza. Odkrył ją William Herschel 26 maja 1791 roku. Jest to galaktyka z aktywnym jądrem typu LINER.